# Factor Rh

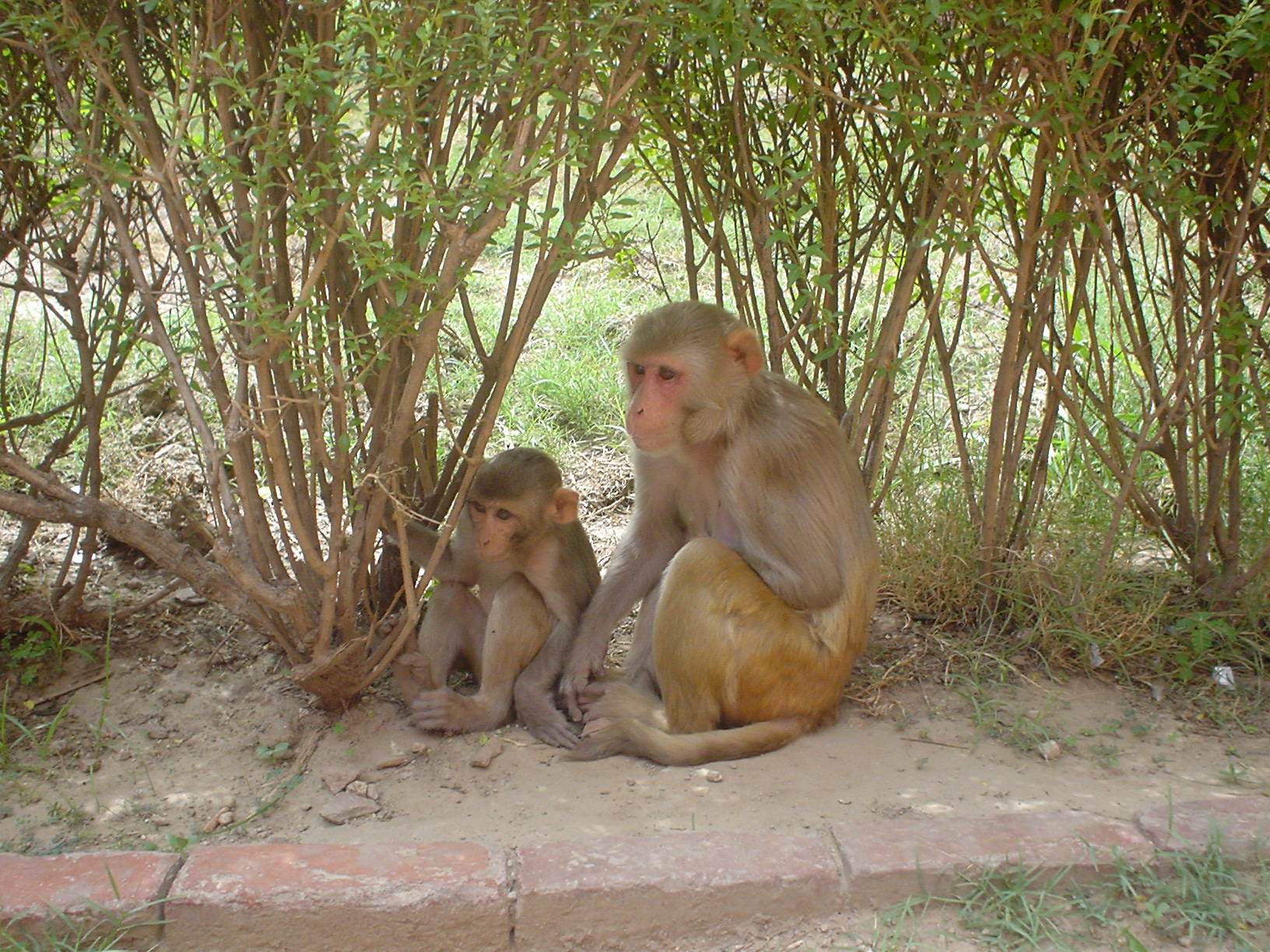
Macaco rhesus

El  factor Rh  és una proteïna integral de la membrana aglutinògena dels glòbuls vermells. Són Rh positives aquelles persones que presentin aquesta proteïna en els seus eritròcits i Rh negativa qui no presentin la proteïna.
Un 85% de la població té en aquesta proteïna una estructura dominant, que correspon a una determinada seqüència d'aminoàcids que en llenguatge comú són denominats habitualment Rh+.
Al voltant de la sisena setmana de gestació, l'antigen Rh comença a ser expressat en els glòbuls vermells humans.
Tenir Rh- [erra hac negatiu] vol dir que es té la mateixa proteïna però amb modificacions en certs aminoàcids que determinen diferències significatives en la superfície dels glòbuls vermells, i fan als humans Rh- disposar d'anticossos (aglutinines) en el plasma que reaccionen contra els glòbuls vermells Rh+ [erra hac positiu].
El principal antigen Rh és el D i l'anticòs present en els qui no tenen antigen D és l'anti-D. Si l'antigen D és present el fenotip és Rh positiu i si D està absent és Rh negatiu. S'han identificat més de 45 antígens del sistema Rh, però de tots ells només cinc són freqüents, aquests són: D, C, E, c, i. Els anticossos als diferents antígens Rh apareixen després d'exposar un individu Rh negatiu a eritròcits de sang Rh positiu.
L'herència dels antígens Rh és determinada per un complex de dos gens, dels quals un codifica la proteïna transportadora d'antigen D i un altre codifica la proteïna transportadora d'antigen "C" o "c", o de "E" i "e ". Les persones Rh positives posseeixen gens RHD, que codifica la proteïna transportadora d'antigen D i RHCE, que codifica l'especificitat de la proteïna transportadora de C i E. Mentre les Rh negatives tenen únicament el gen RHCE.
El 45% dels individus Rh positius és homozigot al factor D, i el 55% restant és heterozigot per haver heretat un factor D positiu i altre negatiu dels seus progenitors.
La transfusió de sang d'un Rh+ a un Rh- que no té aquest aglutinogen indueix la formació d'anticossos, que en successives donacions pot aglutinar la sang (formar coàguls). Per aquest motiu en les donacions de sang i òrgans es tingui en compte aquest factor. El factor Rh (Rhesus) va ser descobert per Karl Landsteiner i Wiener el 1940.

## Etimologia
El diminutiu "Rh" és usat per abreujar la paraula  rhesus , que significa macaco en grec.
El seu origen es remunta al 1940, quan Karl Landsteiner juntament amb Alexander Solomon Wiener, van descobrir un antigen en els eritròcits al que van batejar com a factor Rh, en haver estat trobat en el sèrum de conills immunitzats amb sang procedent d'un macaco de l'Índia de l'espècie macacus rhesus.

## Herència
Exemple d'herència del factor Rh (són dos al·lels, un del pare i un altre de la mare)
++ És positiu i +- és també positiu perquè el gen + és dominant.
-- és només negatiu perquè el gen - és recessiu.
|                      | Pare | Mare | Fills ++ | Fills +- | Fills -- |
| -------------------- | ---- | ---- | -------- | -------- | -------- |
| Cas 1                | ++   | ++   | 99,9%    |          |          |
| Cas 2                | ++   | +-   | 50%      | 50%      |          |
| Cas 3                | +-   | ++   | 50%      | 50%      |          |
| Cas 4                | ++   | --   |          | 99,9%    |          |
| Cas 5                | --   | ++   |          | 99,9%    |          |
| Cas 6                | +-   | +-   | 25%      | 50%      | 25%      |
| Cas 7                | +-   | --   |          | 50%      | 50%      |
| Cas 8                | --   | +-   |          | 50%      | 50%      |
| Cas 9                | --   | --   |          |          | 99,9%    |
| Probabilitat mitjana |      |      | 25%      | 50%      | 25%      |

## Embaràs
En els embarassos, l'anàlisi sanguínia es concentra en els casos 4 i 7, amb pare ++ o +- i mare -- si fill +-. Per a aquests casos hi ha un tractament amb globulina Rh. És convenient recordar que la mare normalment no està sensibilitzada en el primer embaràs, ja que per això es necessita una exposició prèvia de la sang de la mare a la sang Rh+del fetus, la qual cosa no sol produir-se en embarassos normals excepte en el part, on la placenta de desprèn i la sang del nadó i de la mare entren en contacte.
El contacte sanguini també es pot produir en un avortament, tant generat com espontani, o durant un procediment d'examen prenatal invasiu (per exemple, una amniocentesi). Per tant, la "sensibilització Rh" de la mare no es produeix fins al segon o següent embaràs, a aquests efectes es considera primer embaràs qualsevol anterior encara que no hagi arribat a terme. Així mateix les transfusions de sang incorrectes a la mare de grups positius, també produeixen sensibilització.
És molt important l'anàlisi sanguínia d'ambdós pares perquè el metge descarti la possibilitat de la malaltia hemolítica del nounat o perinatal (eritroblastosi fetal). les mares RH- el fetus és RH+ freqüentment són injectades amb la vacuna Rhesuman o la vacuna Rhogam, el principi actiu és la immunoglobulina humana anti-D (Rh), la vacuna és perillosa i sempre s'ha d'injectar via intramuscular i el procediment ser supervisat per un metge.
Els donants amb Rh negatiu poden donar tant a receptors negatius com a positius, i els positius solament als positius. Per exemple: el grup O- pot donar tant a l'O- com a l'O+, de fet pot donar a tots els grups, és el donant universal. El grup O+de vegades se l'anomena donant universal positiu doncs és compatible amb tots els grups sanguinis positius (O+, A+, B+ i AB+).
A l'article grup sanguini es desenvolupa amb detall l'herència dels grups A, B, AB i O, i la taula de donants/receptors.